# Grand Prix Formule 1 van Europa 2008

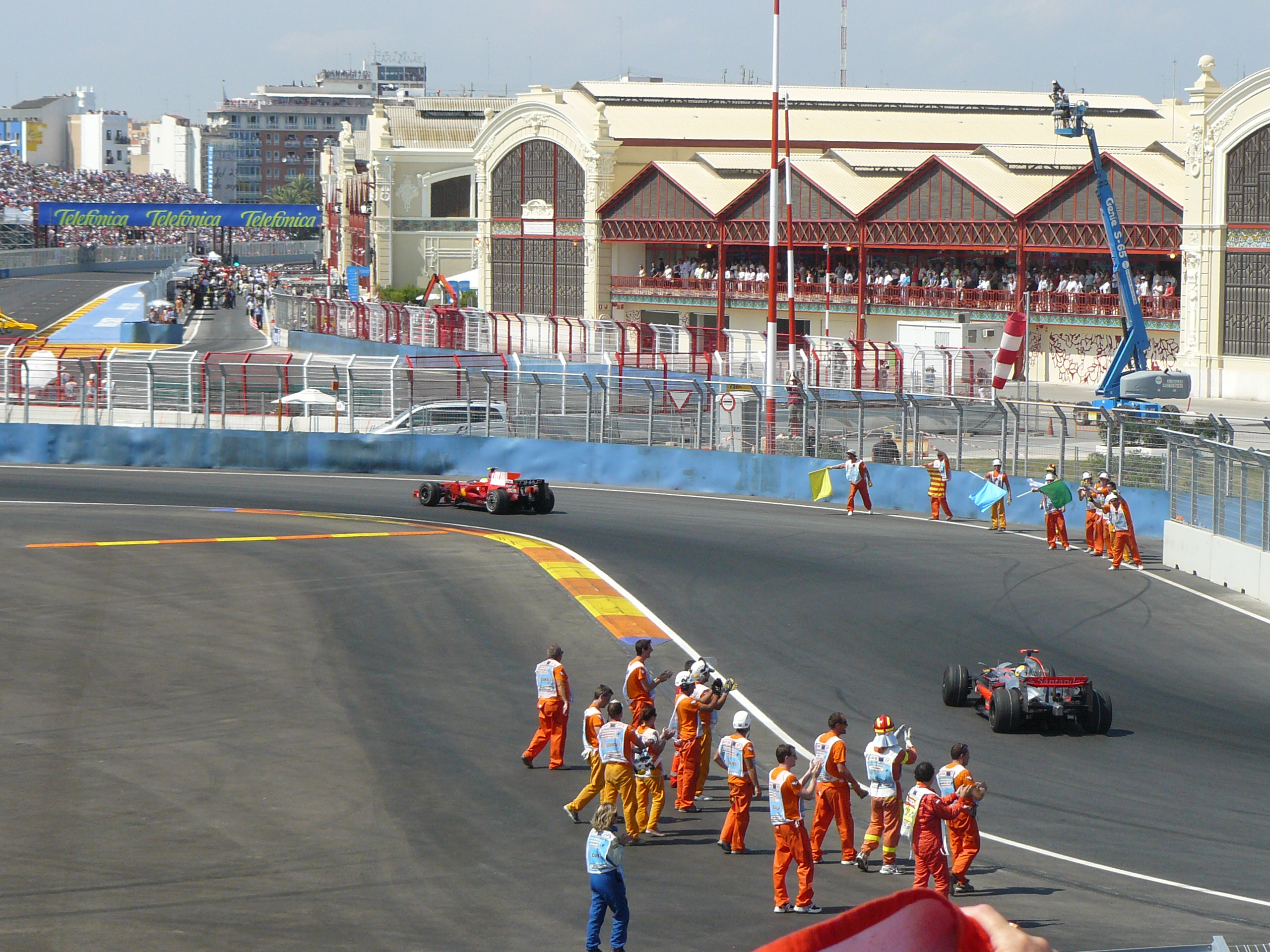
Felipe Massa en Lewis Hamilton na de finish.

De Grand Prix Formule 1 van Europa 2008 werd gehouden op 24 augustus op het Spaanse stratencircuit van Valencia, het was de twaalfde race uit het kampioenschap en het was de eerste Formule 1-wedstrijd die op het circuit gehouden werd. Ferrari-rijder Felipe Massa, die vanaf poleposition was vertrokken won de race voor Lewis Hamilton en Robert Kubica. Het was Massa's honderdste Grand Prix, hij werd de eerste coureur die zijn honderdste wedstrijd kon winnen. Hamilton hield na deze race nog zes punten voorsprong over op Massa in de stand van het kampioenschap.

## Kwalificatie
| Positie | Nummer | Naam                 | Team                | Q1       | Q2       | Q3       | Grid |
| ------- | ------ | -------------------- | ------------------- | -------- | -------- | -------- | ---- |
| 1       | 2      | Felipe Massa         | Ferrari             | 1:38.176 | 1:37.859 | 1:38.989 | 1    |
| 2       | 22     | Lewis Hamilton       | McLaren-Mercedes    | 1:38.464 | 1:37.954 | 1:39.199 | 2    |
| 3       | 4      | Robert Kubica        | BMW Sauber          | 1:38.347 | 1:38.050 | 1:39.392 | 3    |
| 4       | 1      | Kimi Räikkönen       | Ferrari             | 1:38.703 | 1:38.229 | 1:39.488 | 4    |
| 5       | 23     | Heikki Kovalainen    | McLaren-Mercedes    | 1:38.656 | 1:38.120 | 1:39.937 | 5    |
| 6       | 15     | Sebastian Vettel     | Toro Rosso-Ferrari  | 1:38.141 | 1:37.842 | 1:40.142 | 6    |
| 7       | 11     | Jarno Trulli         | Toyota              | 1:37.948 | 1:37.928 | 1:40.309 | 7    |
| 8       | 3      | Nick Heidfeld        | BMW Sauber          | 1:38.738 | 1:37.859 | 1:40.631 | 8    |
| 9       | 7      | Nico Rosberg         | Williams-Toyota     | 1:38.595 | 1:38.336 | 1:40.721 | 9    |
| 10      | 14     | Sébastien Bourdais   | Toro Rosso-Ferrari  | 1:38.622 | 1:38.417 | 1:40.750 | 10   |
| 11      | 8      | Kazuki Nakajima      | Williams-Toyota     | 1:38.667 | 1:38.428 |          | 11   |
| 12      | 5      | Fernando Alonso      | Renault             | 1:38.268 | 1:38.435 |          | 12   |
| 13      | 12     | Timo Glock           | Toyota              | 1:38.532 | 1:38.499 |          | 13   |
| 14      | 10     | Mark Webber          | Red Bull-Renault    | 1:38.559 | 1:38.515 |          | 14   |
| 15      | 6      | Nelson Piquet jr.    | Renault             | 1:38.787 | 1:38.744 |          | 15   |
| 16      | 16     | Jenson Button        | Honda               | 1:38.880 |          |          | 16   |
| 17      | 9      | David Coulthard      | Red Bull-Renault    | 1:39.235 |          |          | 17   |
| 18      | 21     | Giancarlo Fisichella | Force India-Ferrari | 1:39.268 |          |          | 18   |
| 19      | 17     | Rubens Barrichello   | Honda               | 1:39.811 |          |          | 19   |
| 20      | 20     | Adrian Sutil         | Force India-Ferrari | 1:39.943 |          |          | 20   |

## Race
| Positie | Nummer | Coureur              | Team                | Rondes | Tijd/Oorzaak uitval | Startplaats | Punten |
| ------- | ------ | -------------------- | ------------------- | ------ | ------------------- | ----------- | ------ |
| 1       | 2      | Felipe Massa         | Ferrari             | 57     | 1:35:32.339         | 1           | 10     |
| 2       | 22     | Lewis Hamilton       | McLaren-Mercedes    | 57     | +5.611              | 2           | 8      |
| 3       | 4      | Robert Kubica        | BMW Sauber          | 57     | +37.353             | 3           | 6      |
| 4       | 23     | Heikki Kovalainen    | McLaren-Mercedes    | 57     | +39.703             | 5           | 5      |
| 5       | 11     | Jarno Trulli         | Toyota              | 57     | +50.684             | 7           | 4      |
| 6       | 15     | Sebastian Vettel     | Toro Rosso-Ferrari  | 57     | +52.625             | 6           | 3      |
| 7       | 12     | Timo Glock           | Toyota              | 57     | +1:07.990           | 13          | 2      |
| 8       | 7      | Nico Rosberg         | Williams-Toyota     | 57     | +1:11.457           | 9           | 1      |
| 9       | 3      | Nick Heidfeld        | BMW Sauber          | 57     | +1:22.177           | 8           |        |
| 10      | 14     | Sébastien Bourdais   | Toro Rosso-Ferrari  | 57     | +1:29.794           | 10          |        |
| 11      | 6      | Nelson Piquet jr.    | Renault             | 57     | +1:32.717           | 15          |        |
| 12      | 10     | Mark Webber          | Red Bull-Renault    | 56     | +1 ronde            | 14          |        |
| 13      | 16     | Jenson Button        | Honda               | 56     | +1 ronde            | 16          |        |
| 14      | 21     | Giancarlo Fisichella | Force India-Ferrari | 56     | +1 ronde            | 18          |        |
| 15      | 8      | Kazuki Nakajima      | Williams-Toyota     | 56     | +1 ronde            | 11          |        |
| 16      | 17     | Rubens Barrichello   | Honda               | 56     | +1 ronde            | 19          |        |
| 17      | 9      | David Coulthard      | Red Bull-Renault    | 56     | +1 ronde            | 17          |        |
| Ret     | 1      | Kimi Räikkönen       | Ferrari             | 45     | Motor               | 4           |        |
| Ret     | 20     | Adrian Sutil         | Force India-Ferrari | 41     | Ongeval             | 20          |        |
| Ret     | 5      | Fernando Alonso      | Renault             | 0      | Schade              | 12          |        |

## Noot
- Dit was de zevenhonderdste Grand Prix-start voor een Franse coureur.

Als eretitel: 1923 (Italië) · 1924 (Frankrijk) · 1925 (België) · 1926 (San Sebastián) · 1927 (Italië) · 1928 (Italië) · 1930 (België) · 1947 (België) · 1948 (Zwitserland) · 1949 (Italië) · 1950 (Groot-Brittannië) · 1951 (Frankrijk) · 1952 (België) · 1954 (Duitsland) · 1955 (Monaco) · 1956 (Italië) · 1957 (Groot-Brittannië) · 1958 (België) · 1959 (Frankrijk) · 1960 (Italië) · 1961 (Duitsland) · 1962 (Nederland) · 1963 (Monaco) · 1964 (Groot-Brittannië) · 1965 (België) · 1966 (Frankrijk) · 1967 (Italië) · 1968 (Duitsland) · 1972 (Groot-Brittannië) · 1973 (België) · 1974 (Duitsland) · 1975 (Oostenrijk) · 1976 (Nederland) · 1977 (Groot-Brittannië)
Als alleenstaande race: 1983 · 1984 · 1985 · 1993 · 1994 · 1995 · 1996 · 1997 · 1999 · 2000 · 2001 · 2002 · 2003 · 2004 · 2005 · 2006 · 2007 · 2008 · 2009 · 2010 · 2011 · 2012 · 2016